# Савич-Любицкая, Лидия Ивановна
Ли́дия Ива́новна Са́вич-Люби́цкая (1886—1982) — советская учёная-бриолог, доктор биологических наук.

## Биография
Лидия Ивановна Любицкая родилась 24 октября 1886 года в Двинске (ныне — Даугавпилс), отец — учитель. Училась в Минской гимназии, затем преподавала в женской прогимназии и мужском шестиклассном училище. С 1908 года училась на Высших женских курсах в Петербурге, в 1908 году устроилась на работу препаратором в Камчатской экспедиции.
С 1912 года Лидия Ивановна по инициативе В. Г. Траншеля и при содействии В. Л. Комарова стала сотрудником Ботанического музея, с 1913 года также работала в Ботаническом саду.
В 1914 году были напечатаны первые статьи Л. И. Любицкой по бриологии и лихенологии. Впоследствии Лидия Ивановна много путешествовала по Карелии, Кольскому полуострову, Северному Кавказу, Крыму, Средней полосе России.
Во время Великой Отечественной войны Лидия Ивановна занималась изучением перспектив использования сфагновых мхов в качестве перевязочных средств, в результате массово использовавшихся в госпиталях.
В 1963 году Лидия Ивановна Савич-Любицкая вышла на пенсию, продолжив работу в качестве консультанта. С 1975 года она жила в доме-пансионате в Пушкине.
Последнюю статью Л. И. Савич-Любицкая опубликовала в 1976 году, в возрасте 90 лет. Впоследствии она работала над написанием автобиографии.
Скончалась Лидия Ивановна 18 сентября 1982 года на 96-м году жизни.

## Награды
- орден Ленина
- орден Трудового Красного Знамени (10.06.1945)
- медали

## Некоторые научные работы
- Абрамова А. Л., Савич-Любицкая Л. И., Смирнова З. Н. Определитель листостебельных мхов Арктики СССР. — М.—Л.: Изд-во АН СССР, 1961. — 716 с.
- Савич-Любицкая Л. И., Смирнова З. Н. Определитель сфагновых мхов СССР. — Л.: Наука, 1968. — 112 с.
- Савич-Любицкая Л. И., Смирнова З. Н. Определитель листостебельных мхов СССР. Верхоплодные мхи. — Л.: Наука, 1970. — 826 с.

## Роды, названные в честь Л. И. Савич-Любицкой
- Lydiaea Laz., 1959 [= Tortula Hedw., 1801, nom. cons.]
- Saviczia Abramova & I.I.Abramov, 1966 [= Plagiothecium Schimp., 1851]